# Гайдин, Александр Николаевич
Александр Николаевич Гайдин (14 апреля 1936, Ессентуки — 14 декабря 2020, Кисловодск) — советский российский  художник. Заслуженный художник Российской Федерации, член Союза художников РФ.

## Биография
Родился в Ессентуках 14 апреля 1936 года.
В 1954—1959 годах учился на живописном отделении Краснодарского художественно-педагогического училища. Начал трудовую деятельность в Дагестане. В 1960 году на республиканской выставке «Декада литературы и искусства Дагестана» в Москве впервые представил зрителям свои работы – три живописных пейзажа. В том же году был призван в армию; служил в Кандалакше Мурманской области. Эта местность нашла своё отражение в его пейзажах «Кижи», «Северная деревня», «Вологда», «Кирюшо-Белозерск», «На Ладоге». По окончании службы поступил в Ленинградский институт живописи, скульптуры и архитектуры имени И. Е. Репина. Обучаясь на факультете теории и истории искусств, он одновременно не оставлял занятия живописью, посещая мастерские А. А. Мыльникова, Ю. М. Непринцева, И. О. Серебряного.
В 1964 году возвратился в Ессентуки. Работал в Доме творчества «Горячий Ключ». Был постоянным участником всех краевых, зональных, республиканских, всесоюзных и всероссийских и зарубежных выставок.
В 1973 году вступил в Союз художников РСФСР; в течение многих лет исполнял обязанности заместителя председателя Ставропольского отделения Союза художников, одновременно являясь председателем Кисловодского отделения. Благодаря его стараниям, в Кисловодске была создана офортная мастерская. Преподавал в Ставропольском краевом училище дизайна в Пятигорске.
Сотрудничал с музеями Кавказских Минеральных Вод: Мемориальным музеем-усадьбой художника Н. А. Ярошенко (был членом его Попечительского совета), Ессентукским краеведческим музеем им. В. П. Шпаковского, Государственным музеем-заповедником М. Ю. Лермонтова, Пятигорским краеведческим музеем.
А. Н. Гайдин владел различными видами графических техник: графитным и цветным карандашом, акварелью, пастелью, темперой, тушью и пером, офортом, ксилографией. Также он работал и как живописец. Но особое предпочтение отдавал офорту; его работы неоднократно получали высокую оценку художественной критики, как на краевом, так и на всероссийском уровне. К его высшим достижениям относятся графическая серия «Мой Пушкин» (1996) и офорты, посвященные М. Ю. Лермонтову «На смерть поэта»(2001), «Опальный поэт» (2001), «Последний приют поэта»(2001).
Умер 14 декабря 2020 года в Кисловодске.